# Alf Ross
Alf Niels Christian Ross (Kopenhagen, 10 juni 1899 – Virum, 17 augustus 1979) was een Deense rechtsfilosoof en jurist. Hij is een belangrijke vertegenwoordiger van het Scandinavisch rechtsrealisme.

## Biografie
Alf Ross rondde de middelbare school af in 1917 en ging vervolgens rechten studeren aan de universiteit van Kopenhagen. Hij studeerde in 1922 af en ging voor een advocaat werken. In 1923 ondernam hij een studiereis: hij bezocht Frankrijk, Engeland en Oostenrijk. In 1929 behaalde hij aan de universiteit van Uppsala een graad in de filosofie.
In 1935 werd hij aangesteld als docent in het staatsrecht aan de universiteit van Kopenhagen. In 1953 publiceerde Ross het boek Om Ret og Retfærdighed (Over recht en rechtvaardigheid). Dit verscheen enkele jaren later in het Engels, met als titel On Law and Justice.

## Werk
In Om Ret og Retfærdighed stelt Ross dat er geen a priori geldigheid is om het recht een bijzondere positie toe te kennen. De ervaring dient als richtlijn. Dat houdt bijvoorbeeld in dat de bekende stelling suum cuique tribuere (een ieder het zijne geven) geen betekenis heeft totdat duidelijk is wat daadwerkelijk aan iemand toebehoort, wat inhoudt dat hier sprake is van een cirkelredenering. Hij wil alleen een beroep doen op de feiten en stelt: "De wettelijke regel is waar noch onwaar; het is een gebod." De norm is bovendien niet gericht tot de burgers, maar tot rechters.
In overeenstemming hiermee verzet hij zich tegen natuurrechtelijke benaderingen:
“Net als een vrouw van lichte zeden is het natuurrecht voor een ieder beschikbaar. Er bestaat geen ideologie die niet kan worden verdedigd door een beroep op de natuurwet. Hoe kan het ook anders zijn, aangezien de uiteindelijke basis voor ieder natuurlijk recht in een individueel direct inzicht ligt, een volstrekt heldere overweging, een intuïtie. Kan mijn intuïtie niet even goed zijn als de jouwe? Evidentie als criterium van waarheid geeft de volstrekt willekeurige aard van de metafysische beweringen aan. Ze heft deze op boven elke kracht van intersubjectieve controle en biedt de mogelijkheid tot onbelemmerde bedenksels en dogmatiek”.

## Belangrijke werken
- "Tû-Tû", Harvard Law Review vol. 70, issue 5, maart 1957, pp. 812-825. Oorspronkelijk verschenen in Festskrift til henry Ussing. O. Borum, K. Ilium (eds.). Kobenhavn Juristforbundet, 1951
- On Law and Justice, Berkeley/Los Angeles, 1959
- Directives and Norms, London, 1968
- On Guilt, Responsibility and Punishment, London, 1975

- Bibsys: 90266628
- Biblioteca Nacional de España: XX1077624
- Bibliothèque nationale de France: cb129377723 (data)
- Catàleg d'autoritats de noms i títols de Catalunya: 981058597621906706
- CiNii: DA01451071
- Gemeinsame Normdatei: 122394550
- International Standard Name Identifier: 0000 0001 1833 7558
- Library of Congress Control Number: n50047448
- Nationale Bibliotheek van Tsjechië: mub2015864295
- Nationale bibliotheek van Australië: 35463071
- Nationale Bibliotheek van Israël: 987007275923705171
- Nederlandse Thesaurus van Auteursnamen: 068764499
- Réseau des bibliothèques de Suisse occidentale: 02-A003761349
- LIBRIS: 322310
- SNAC: w61d5p5p
- Système universitaire de documentation: 056886616
- Trove: 961908
- Virtual International Authority File: 204968982
- WorldCat: E39PBJrGvD3bphcGfd496bBVmd